# Стерлинг, Молли
Молли Стерлинг (ирл. Molly Sterling; 8 марта 1998, Пакон, Типперэри, Ирландия) — ирландская певица и автор песен, представительница Ирландии на Конкурсе песни Евровидение 2015 с песней «Playing with Numbers».

## Биография

### Молодые годы
Молли Стерлинг родилась 8 марта 1998 года в Паконе (графство Типперэри, Ирландия). Окончив Килкенни-колледж, она поступила в Сент-Эндрюс-колледж, где в настоящее время учится на пятом курсе, живя в Дублине.

### Карьера

#### Начало
С детства слушая диски Мита Лоуфа, «Eagles» и «Queen» в машине своего папы Эндрю, в 11 лет Молли самостоятельно научилась играть на фортепиано, а уже в 12 лет поучаствовала в своем первом конкурсе, но проиграла. По настоящему известной она стала после победы на конкурсе «Tipp Teen Idol» в ноябре 2011 года, выиграв запись на «Popstar Studios». В 2012 году она вышла на второе место на Музыкальном фестивале Килкенни за вокальное соло среди девушек, исполненное при поддержке группы «Runaway GO» на концерте 9 июня в Центре искусств Нины. В мае 2014 года Молли заняла второе место на конкурсе «All Ireland Schools’ Talent Search» и в ноябре выпустила свой первый мини-альбом — «Strands of Heart».

#### Евровидение 2015

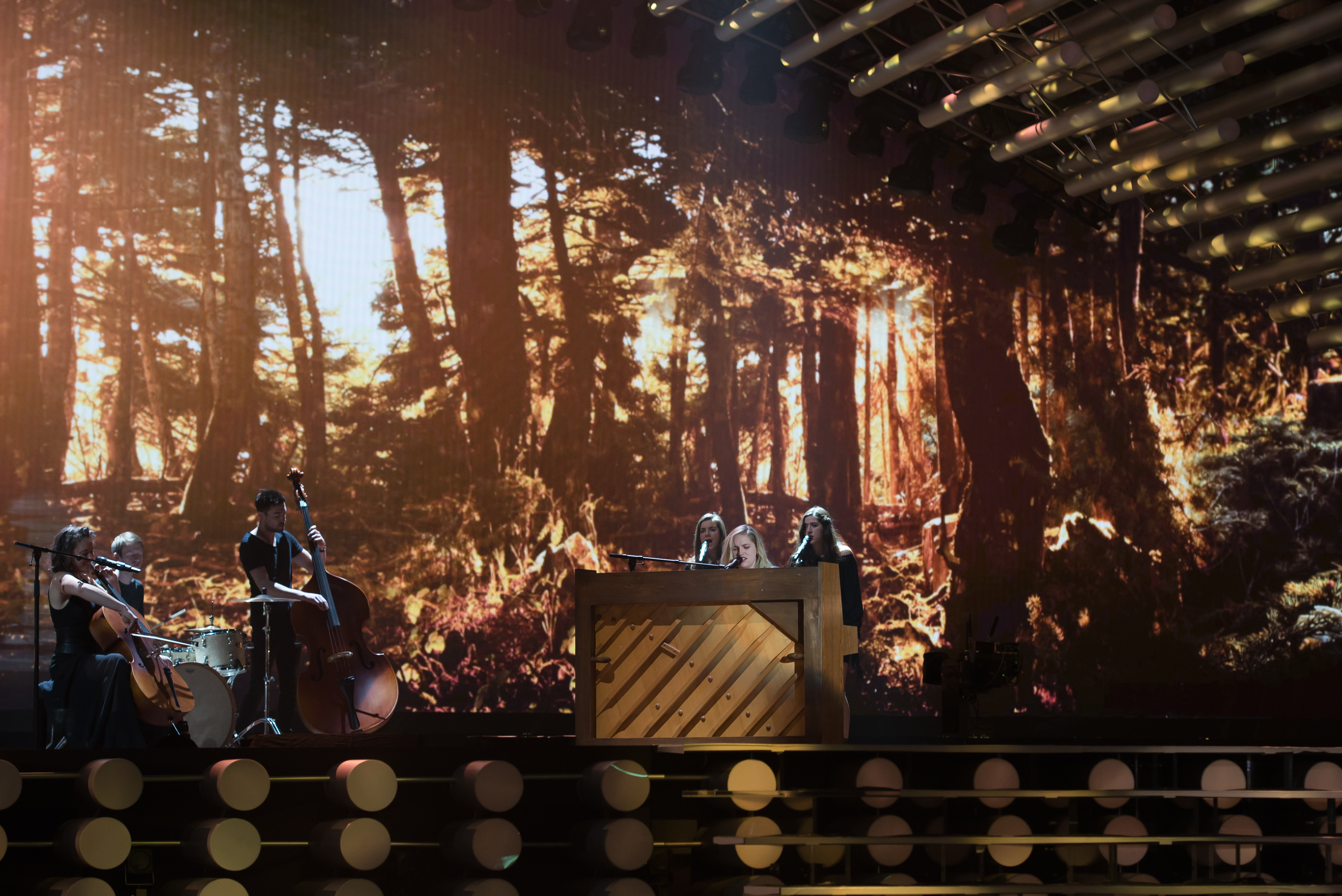
Выступление Молли Стерлинг, 16 мая 2015 года.

27 февраля 2015 года в программе «The Late Late Show» на «RTÉ», Молли была выбрана для участия в Конкурсе песни Евровидение 2015 от Ирландии с песней «Playing with Numbers». Дебютный сингл был написан в сотрудничестве с Грегом Френчем, и рассказывает о рисках, на которые люди идут каждый день в любви и в жизни. Название песни — «Playing With Numbers» — стало знаковым для Ирландии, так её представители 7 раз выигрывали конкурс за 50 лет с 1965 года. В возрасте 17 лет Молли стала самым молодым представителем Ирландии за всю историю участия в конкурсе и одним из самых молодых участников в 2015 году. В последний раз Ирландия победила на конкурсе Евровидение в 1996 году, когда Молли ещё не родилась.
13 и 16 мая на арене «Винер Штадтхалле» в Вене (Австрия) прошли репетиции, на которых Молли в черных джинсах, безрукавке и куртке, исполнила свою песню, играя на пианино в сопровождении барабанщика, баса, виолончели и бэк-вокалистов, на фоне залитого солнцем леса на закате. В её группу вошли Пойлин Линч, Даррен Суини, Наоми Кларк, Джимми Рэйнсфорд и Джессика Саппл. 17 мая она выступила на утреннем концерте в Венской государственной опере. Побывав 17 мая в Венской ратуше на церемонии открытия конкурса, Молли назвала её одной из самых удивительных, волшебных ночей" в её жизни, а посмотрев первый полуфинал 19 мая — охарактеризовала российское выступление как «нереальное». На концерте 18 мая в Вене, Молли пообщалась с похвалившей и приободрившей её Нив Каваной, выигравшей конкурс в 1993 году.
21 мая Молли выступила по счёту второй среди 16 участников во втором полуфинале, транслируемом в Ирландии по «RTÉ 2», и закончив исполнение, выразила радость и облегчение широкой улыбкой. Однако она не смогла пройти в большой финал, как и предсказывали букмекеры. После объявления результатов Стерлинг отметила, что «это время было в моей жизни. Прорыв в финал был бы бонусом, но добраться до Евровидения и представлять свою страну, в первую очередь былой привилегией», а глава делегации Ирландии Майкл Кили сказал, что «я думаю, что могу говорить за всю страну, когда говорю, как мы гордимся Молли. Работа с этим талантливым молодым автором песен была абсолютным удовольствием и само собой разумеется, что впереди у неё фантастическое будущее».

## Дискография

### Мини-альбомы
| Название         | Детали                                    |
| ---------------- | ----------------------------------------- |
| Strands of Heart | - Выпущен: Ноябрь 2014 - Формат: Цифровой |

### Синглы
| Год  | Название               | Позиции в чартах | Альбом |
| Год  | Название               | IRE              | Альбом |
| ---- | ---------------------- | ---------------- | ------ |
| 2015 | «Playing with Numbers» | —                | н/д    |

## Личная жизнь
Любит мёд, занимается кикбоксингом. Домашнее животное в Типперэри — 50-летний осёл Мик. Любимые артисты — Стиви Никс и «Fleetwood Mac», Хозиер, Лана Дель Рей и Бейонсе.